# 제한적 면책특권
제한적 면책특권(Qualified immunity)은 미국에서 공무원에게 제한적인 조건하에 부여되는 법적인 면책이다. 한정면책이라고도 한다.
미국 불법행위법에서 공무원이 행한 재량적 행위(discretionary function)가 다른 사람의 헌법적 또는 법률적 권리를 침해한
것이 아닌 한, 그 행위를 한 공무원의 책임은 면제된다는 것을 말한다.

## 역사
1982년 Nixon v. Fitzgerald 판결에서 대통령에 대해 절대적 면책특권(Absolute immunity)이 인정되었지만, 1982년 Harlow and Butterfield v. Fitzgerald 판결에서는 대통령 측근의 고위관리는 거의 모든 기능의 수행에 있어 제한적 면책특권(Qualified immunity)만을 주장할 수 있다고 하였다.

## 논거
미국 연방공무원에게 한정면책을 인정하는 논거에 대해서 연방대법원은 Butz v. Economou 판결에서 Sheuer v. Rhodes 판결을 인용하고 있다. 이 판결에서 법원은 재량행위가 요구되는 공무원이 실제로 행동한 때에도 책임을 부담시키는 것은 가혹하고, 만약 이러한 경우에도 책임을 인정한다면 공무원을 위축시켜 공무의 적정한 운영이 저해될 것이라고 판시하고 있다.

## 요건
한정면책이 되는가 아닌가에 대해서는 최근까지 객관적․주관적인 두 가지의 요건을 심사해서 판단한다.
주관적 요건의 심사는 당해 공무원이 자기의 행위가 원고의 헌법상의 권리를 침해하는 것을 알고 있었는가 또는 알고 있어야 했는가 그리고 관련 행위를 악의를 가지고 행하였는가를 조사하는 것이다. 이를 위해서 법원은 공무원의 사고과정을 조사하여야 했고, 그것은 사실문제의 심사를 요구하여 결과적으로 사실심리생략판결(summary judgement, 정식사실심리를 거치지 않고 내려진 판결)를 얻는 것을 곤란하게 하였다. 그러한 까닭에 공무원은 점점 면책을 인정하기 전에 장기간에 걸쳐 비용이 소모되는 소송에 매달리게 되었다.
이에 대한 비판을 받아들여 연방대법원은 1982년에 사실심리생략판결(summary judgement)에 적합한 객관적 요건만을 심사하게 되었다. Harlow and Butterfield v. Fitzgerald 457 U. S. 731 (1982).

## 같이 보기
- 법적인 면책(Legal immunity)
- 절대적 면책특권(Absolute immunity)
- 재량행위
- 사실심리생략판결(summary judgement)
- en:Scott v. Harris

## 참고 문헌
- [최신미국판례] 도주차량에 대한 경찰의 적법한 체포방법의 한계, 법률신문, 2007-05-21